# David Bogerius
David Bogerius, född 5 juni 1971 i Sollentuna, är en svensk journalist och författare. Han har bland annat publicerat biografier om Backyard Babies och Noice. 